# Heterolocha gradivaria
Heterolocha gradivaria là một loài bướm đêm trong họ Geometridae.